# Clan Mackay
El Clan Mackay (en gaélico: Mac Aoidh, en español: "Hijo de Aodh" o "Hijo de Fuego") es uno de los más viejos y poderosos clanes escoceses de las Highlands. Gobernaron al norte de la actual Sutherland en un lugar conocido como Strathnaver. Tuvieron una poderosa fuerza política a principios del siglo XIV, apoyando a Roberto I de Escocia. Los Mackay llegaron a ser famosos por su fuerza, el coraje y la habilidades militares, y participaron en interminables batallas de clanes contra los Keith, Ross, Gunn, Sinclair, Sutherland y otros clanes enemigos, además de las guerras en el extranjero.

## Historia

### Origen
El Blackcastle MS afirma que Iye Mackay, primer jefe del clan Mackay, quien nació aproximadamente en 1210, era descendiente de Malcolm MacHeth , primero conde de Ross , que murió en aproximadamente 1.168.Malcolm MacHeth, conde de Ross puede muy bien se han relacionado con los primeros gobernantes del Reino de Moray.
De acuerdo con Angus Mackay, en algún momento en las década de 1160, los MacHeths y sus partidarios después de un conflicto con el rey Malcolm IV de Escocia habrían huido hacia el norte por las colinas de Ross en Strathnaver , donde fueron recibidos por los nórdicos Harald Maddadsson , Mormaer de Caithness que entonces era un enemigo del rey.En 1215 los MacHeths junto con los MacWilliams tomaron represalias contra el rey, pero fueron derrotados por Fearchar, conde de Ross y el nieto de Malcolm MacHeth , Kenneth MacHeth fue asesinado.
De acuerdo con Angus Mackay es posible que de Kenneth MacHeth los Mackays de Stathnaver descienden, y que Iye Mackay, primero jefe del clan Mackay bien pudo haber sido su hijo o sobrino.De acuerdo con Blackcastle MS , el hijo Iye de Mackay era Iye Mor Mackay, segundo jefe del clan Mackay que se casó con una hija de Walter, obispo de Caithness en 1263.

## Territorio

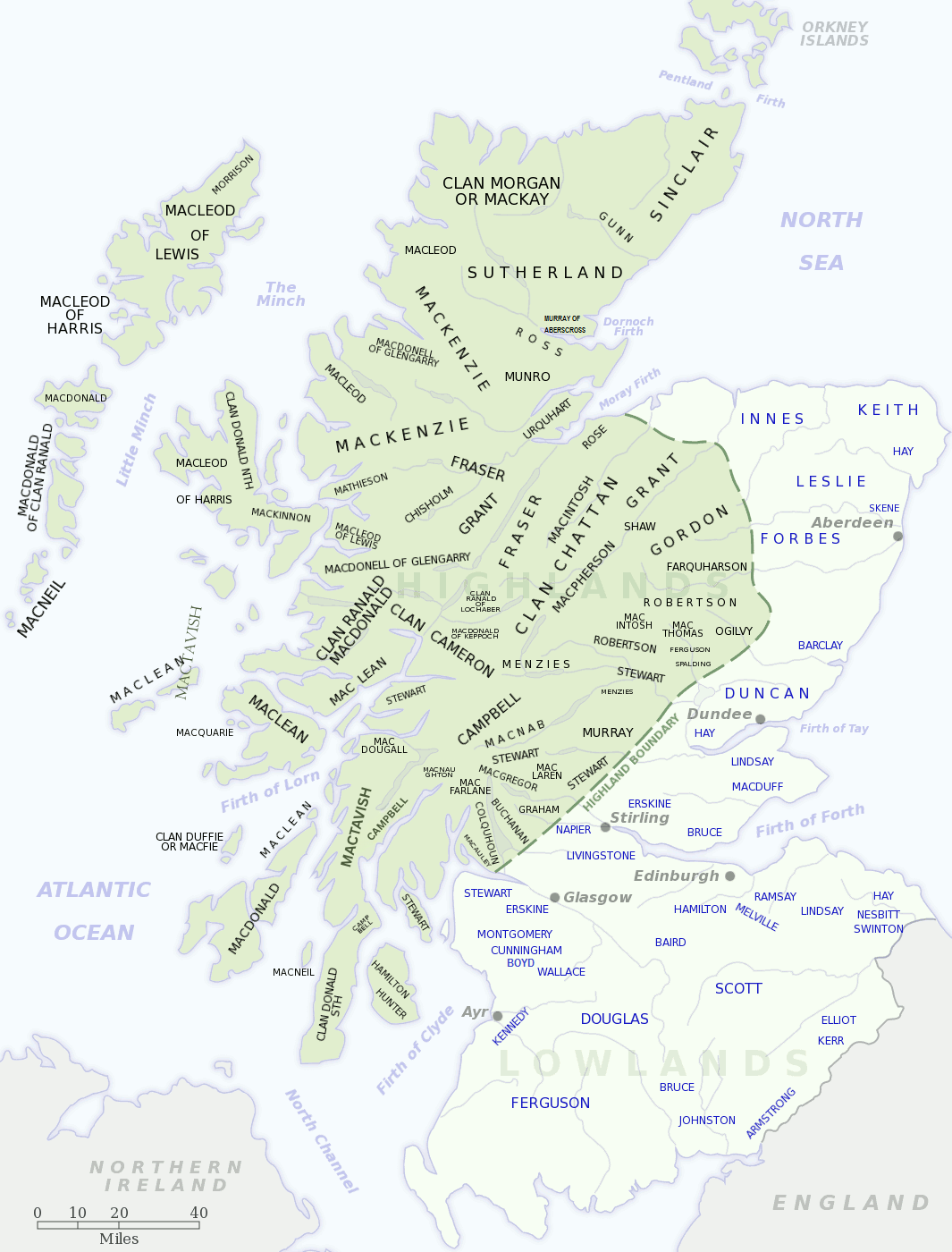
Mapa de Clanes

El territorio de la clan Mackay consistía en las parroquias de Farr, Tongue, Durness y Eddrachillis, y era conocido como Strathnaver , en el noroeste del actual condado de Sutherland . Sin embargo no fue hasta que en 1829 Strathnaver sea considerada parte de Sutherland cuando el jefe vendido sus tierras a los condes de Sutherland y las separaciones las Tierras Altas luego tuvo consecuencias nefastas para el clan.

## Castillos
- Castillo Varrich en Tongue, Sutherland fue la antigua sede del jefe del clan Mackay pero el jefe más tarde se trasladó a la Casa de la Tongue, Sutherland (aún en la propiedad privada). Castillo Varrich, también conocido como Caisteal Bharraich se llevó a cabo originalmente para los Obispos de Caithness antes de ser utilizada por los Mackay.

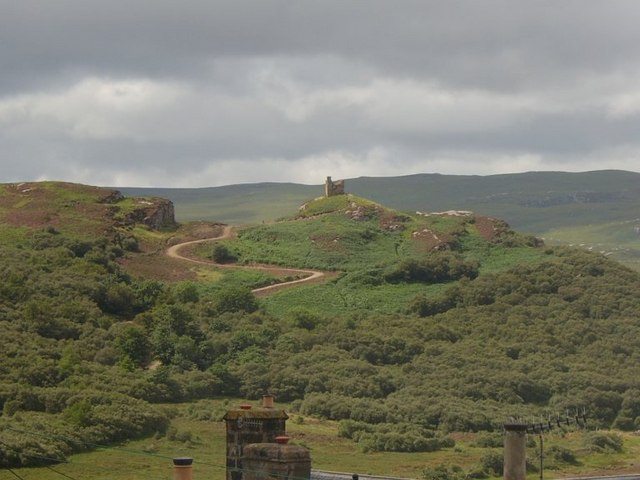
Castillo Varich

- Casa de la Tongue en Tongue, Sutherland fue la sede principal del jefe de Mackay, Señor Reay.La Casa más tarde fue adquirida por los duques de Sutherland y todavía está en manos de ellos.Es en ocasiones abierto a la público.
- Castillo Borve en Farr, Sutherland fue utilizado como un puesto de avanzada para asaltar otros clanes. También era conocido como el Castillo de Farr.
- Casa de Balnakeil cerca de Durness , Sutherland se llevó a cabo por los Mackay desde 1611 en adelante.
- Bighouse cerca de Thurso se llevó a cabo por el Mackay de Bighouse rama del clan y ahora es un exclusivo hotel y restaurante.
- Castillo Dirlot , cerca de Watten (Caithness), Caithness se llevó a cabo originalmente por los Cheynes, luego por el clan de Gunn , a continuación, por el clan de Sutherland y luego por el clan Mackay desde 1499 en adelante

## Algunos miembros del linaje
- Donald Mackay, 1.er Señor de Reay (1591–1649)
- John Mackay, 2.º Señor de Reay  (?-1681)
- George Mackay, 3.er Señor de Reay  (1678–1748)
- Donald Mackay, 4.º Señor de Reay  (?-1761)
- George Mackay, 5.º Señor de Reay  (1735–1768)
- Hugh Mackay, 6.º Señor de Reay  (muerto en 1797)
- Eric Mackay, 7.º Señor de Reay (1773–1847) (segundo hijo de George Mackay of Skibo)
- Alexander Mackay, 8.º Señor de Reay (1775–1863) (tercer hijo de George Mackay of Skibo)
- Eric Mackay, 9.º Señor de Reay  (1813–1875)
- Aeneas Mackay, 10.º Señor de Reay (1806–1876)
- Donald James Mackay, 11.° Señor de Reay (1839–1921)
- Eric Mackay, 12.° Señor de Reay (1870–1921)
- Aeneas Alexander Mackay, 13.º Señor de Reay  (1905–1963)
- Hugh William Mackay, 14.º Señor de Reay (1937–2013)
- Aeneas Simon Mackay, 15.º señor de Reay (nacido en 1965)
- Hugh Mackay de Scourie , general escocés, conocido por su servicio en la Revolución de 1688 (1640 - 1692)